# Congolacerta
Congolacerta is een geslacht van hagedissen uit de familie echte hagedissen (Lacertidae).

## Naam en indeling
De wetenschappelijke naam van de groep werd voor het eerst voorgesteld door Greenbaum, Villanueva, Kusamba, Aristote & Branch in 2011. Er zijn twee soorten, inclusief de pas in 2011 beschreven Congolacerta asukului.
De wetenschappelijke geslachtsnaam Congolacerta betekent vrij vertaald 'hagedis uit Congo'.

## Verspreiding en habitat
Alle soorten komen voor in delen van Afrika en leven in de landen Burundi, Congo-Kinshasa, Rwanda, Tanzania en Oeganda. De habitat bestaat uit tropische en subtropische bossen.

## Beschermingsstatus
Door de internationale natuurbeschermingsorganisatie IUCN is aan één soort een beschermingsstatus toegewezen. De soort Congolacerta vauereselli wordt als 'veilig' beschouwd (Least Concern of LC).

## Soorten
Het geslacht omvat de volgende soorten, met de auteur en het verspreidingsgebied.
| Naam                     | Auteur                                                  | Verspreidingsgebied                                |
| ------------------------ | ------------------------------------------------------- | -------------------------------------------------- |
| Congolacerta asukului    | Greenbaum, Villanueva, Kusamba, Aristote & Branch, 2011 | Congo-Kinshasa                                     |
| Congolacerta vauereselli | Tornier, 1902                                           | Burundi, Congo-Kinshasa, Oeganda, Rwanda, Tanzania |